# Międzynarodowa Federacja Fotografii Przyrodniczej
Międzynarodowa Federacja Fotografii Przyrodniczej, IFWP (ang. International Federation of Wildlife Photography) – federacja zrzeszająca narodowe lub regionalne stowarzyszenia fotografów przyrody.
Została zarejestrowana w kwietniu 1980 w Paryżu, a założycielami były zrzeszenia z Francji, Wielkiej Brytanii, Węgier i Włoch. Aktualnie do IFWP należy 14 organizacji z następujących krajów: Francja, Norwegia, Szwecja, Finlandia, Węgry, Czechy, Holandia, Słowacja, Szwajcaria, Polska, Dania, Wielka Brytania, Austria. 
Członkami rzeczywistymi mogą być tylko stowarzyszenia, a członkami korespondującymi - także grupy i osoby indywidualne. Najwyższą władzą Federacji jest Walny Zjazd, zaś organem wykonawczym Rada składająca się z 8 do 12 przedstawicieli różnych stowarzyszeń, wybierana na 3 lata.
W Polsce do Międzynarodowej Federacji Fotografii Przyrodniczej należy Związek Polskich Fotografów Przyrody, który został przyjęty do tej organizacji w 2001 roku.
Główne cele IFWP:
- zrzeszanie narodowych lub regionalnych stowarzyszeń fotografów przyrody,
- zachęcanie do tworzenia stowarzyszeń fotografów przyrody,
- wspieranie współpracy i kontaktów między poszczególnymi stowarzyszeniami i ich reprezentantami,
- określanie i promowanie zasad etycznych, które powinny towarzyszyć tej dziedzinie fotografii,
- podnoszenie poziomu fotografii przyrodniczej i popularyzowanie jej,
- wspieranie stowarzyszeń w działalności takiej jak współtworzenie i uzupełnianie krajowych przepisów prawnych dotyczących fotografii przyrodniczej, obrona praw fotografów przyrody (na przykład przy konfliktach z władzami lokalnymi).